# Deutsche Cadre-71/2-Meisterschaft 1974/75

Veranstaltungsort: Düsseldorf

Die Deutsche Cadre-71/2-Meisterschaft 1974/75 ist eine Billard-Turnierserie und fand vom 15. bis zum 17. November 1974 in Düsseldorf zum 27. Mal statt.

## Geschichte
Der Berliner Dieter Müller gewann in Düsseldorf ungeschlagen seinen fünften Deutschen Meistertitel im Cadre 71/2. Für die besten Leistungen des Turniers sorgte aber der Bochumer Titelverteidiger Klaus Hose. Mit 150,00 stellte er auch einen neuen deutschen Rekord in besten Einzeldurchschnitt (BED) auf. Auf Platz drei landete wieder der Essener Günter Siebert.

## Modus
Erst wurde in zwei Gruppen im Round-Robin-Modus gespielt. Danach im K.-o.-System bis zur Entscheidung. Alle Matches bis 300 Punkte. Danach gab es eine Zwischenrunde in der sich die besten Vier für die Endrunde qualifizierten. Platz sieben wurde ausgespielt.
Die Endplatzierung ergab sich aus folgenden Kriterien:
1. Matchpunkte
2. Generaldurchschnitt (GD)
3. Bester Einzeldurchschnitt (BED)
4. Höchstserie (HS)

## Teilnehmer (nach Ausgangsklassement)
1. Klaus Hose (DBC Bochum 1926) (Titelverteidiger)
2. Dieter Müller (Billardakademie Berlin) (GD 25,64)
3. Günter Siebert (Billardfreunde Altenessen-Süd) (GD 26,37)
4. Dieter Wirtz (Düsseldorfer Billardfreunde 54) (GD 19,78)
5. Peter Sporer (BSV München) (GD 19,41)
6. Werner Naruhn (BC Feldmark 34 Gelsenkirchen) (GD 11,25)
7. Helmut Reinowski (Billardfreunde Altenessen-Süd) (GD 9,81)
8. Wolfgang Zenkner (BSV München) (GD 8,24)

## Gruppenphase
| MP    | Match Points (Sieger = 2; Unentschieden = 1; Verlierer = 0) |
| Pkte. | Erzielte Karambolagen                                       |
| Aufn. | Benötigte Versuche                                          |
| GD    | Generaldurchschnitt                                         |
| BED   | Bester Einzeldurchschnitt eines Spielers                    |
| HS    | Höchstserie                                                 |
|       | Bester GD des Turniers                                      |
|       | Bester ED des Turniers                                      |
|       | Beste HS des Turniers                                       |
|       | 1. Platz (Gold)                                             |
|       | 2. Platz (Silber)                                           |
|       | 3. Platz (Bronze)                                           |

| Platz | Name             | MP  | Pkte. | Aufn. | GD    | BED   | HS  |
| ----- | ---------------- | --- | ----- | ----- | ----- | ----- | --- |
| 1     | Klaus Hose       | 6:0 | 900   | 24    | 37,50 | 50,00 | 187 |
| 2     | Peter Sporer     | 4:2 | 660   | 42    | 15,71 | 17,64 | 87  |
| 3     | Dieter Wirtz     | 2:4 | 613   | 39    | 15,72 | 25,00 | 99  |
| 4     | Wolfgang Zenkner | 0:6 | 506   | 39    | 12,97 | –     | 132 |

| Platz | Name             | MP  | Pkte. | Aufn. | GD    | BED   | HS  |
| ----- | ---------------- | --- | ----- | ----- | ----- | ----- | --- |
| 1     | Dieter Müller    | 6:0 | 900   | 30    | 30,00 | 33,33 | 214 |
| 2     | Günter Siebert   | 4:2 | 834   | 36    | 23,16 | 27,27 | 110 |
| 3     | Werner Naruhn    | 2:4 | 494   | 50    | 9,88  | 10,34 | 49  |
| 4     | Helmut Reinowski | 0:6 | 529   | 52    | 10,17 | –     | 82  |

## Zwischenrunde und Spiel um Platz 7
| Name                  | MP  | Pkte | Aufn. | GD    | BED   | HS  |
| --------------------- | --- | ---- | ----- | ----- | ----- | --- |
| Zwischenrunde Spiel 1 |     |      |       |       |       |     |
| Günter Siebert        | 2:0 | 300  | 12    | 25,00 | 25,00 | 101 |
| Peter Sporer          | 0:2 | 230  | 12    | 19,17 | –     | 60  |
| Zwischenrunde Spiel 2 |     |      |       |       |       |     |
| Dieter Müller         | 2:0 | 300  | 8     | 37,50 | 37,50 | 89  |
| Dieter Wirtz          | 0:2 | 120  | 8     | 15,00 | –     | 67  |

| Name                  | MP  | Pkte | Aufn. | GD    | BED   | HS  |
| --------------------- | --- | ---- | ----- | ----- | ----- | --- |
| Zwischenrunde Spiel 3 |     |      |       |       |       |     |
| Klaus Hose            | 2:0 | 300  | 9     | 33,33 | 33,33 | 106 |
| Werner Naruhn         | 0:2 | 130  | 9     | 14,44 | –     | 46  |
| Spiel um Platz 7      |     |      |       |       |       |     |
| Wolfgang Zenkner      | 2:0 | 300  | 25    | 12,00 | 12,00 | 83  |
| Helmut Reinowski      | 0:2 | 235  | 25    | 9,40  | –     | 79  |

## Finalrunde
| Name           | MP  | Pkte | Aufn. | GD     | BED    | HS  |
| -------------- | --- | ---- | ----- | ------ | ------ | --- |
| Spiel 1        |     |      |       |        |        |     |
| Dieter Müller  | 2:0 | 300  | 7     | 42,85  | 42,85  | 154 |
| Günter Siebert | 0:2 | 154  | 7     | 22,00  | –      | 94  |
| Spiel 2        |     |      |       |        |        |     |
| Klaus Hose     | 2:0 | 300  | 2     | 150,00 | 150,00 | 274 |
| Peter Sporer   | 0:2 | 3    | 2     | 1,50   | –      | 3   |

| Platz            | Name           | MP  | Pkte | Aufn. | GD    | BED   | HS |
| ---------------- | -------------- | --- | ---- | ----- | ----- | ----- | -- |
| Spiel um Platz 3 |                |     |      |       |       |       |    |
| 3                | Günter Siebert | 2:0 | 300  | 16    | 18,75 | 18,75 | 92 |
| 4                | Peter Sporer   | 0:2 | 261  | 16    | 16,32 | –     | 75 |
| Finale           |                |     |      |       |       |       |    |
| 1                | Dieter Müller  | 2:0 | 300  | 8     | 37,50 | 37,50 | 94 |
| 2                | Klaus Hose     | 0:2 | 166  | 8     | 20,75 | –     | 44 |

### Abschlusstabelle
| Klassement                 | Klassement       | Klassement | Klassement | Klassement | Klassement | Klassement | Klassement | Klassement |
| Platz                      | Name             | MP         | Pkte.      | Aufn.      | GD         | BED        | HS         |            |
| -------------------------- | ---------------- | ---------- | ---------- | ---------- | ---------- | ---------- | ---------- | ---------- |
| 1                          | Dieter Müller    | 12:0       | 1800       | 53         | 33,96      | 42,85      | 214        |            |
| 2                          | Klaus Hose       | 10:2       | 1666       | 43         | 38,74      | 150,00     | 274        |            |
| 3                          | Günter Siebert   | 8:4        | 1588       | 71         | 22,36      | 27,27      | 110        |            |
| 4                          | Peter Sporer     | 4:8        | 1154       | 72         | 16,02      | 17,64      | 87         |            |
| 5                          | Dieter Wirtz     | 2:6        | 733        | 47         | 15,59      | 25,00      | 99         |            |
| 6                          | Werner Naruhn    | 2:6        | 624        | 59         | 10,57      | 10,34      | 49         |            |
| 7                          | Wolfgang Zenkner | 2:6        | 806        | 64         | 12,59      | 12,00      | 132        |            |
| 8                          | Helmut Reinowski | 0:8        | 764        | 77         | 9,92       | –          | 82         |            |
| Turnierdurchschnitt: 18,79 |                  |            |            |            |            |            |            |            |